# Araçoiaba
Araçoiaba is een gemeente in de Braziliaanse deelstaat Pernambuco. De gemeente telt 17.484 inwoners (schatting 2009).
De gemeente grenst aan Itaquitinga, Abreu e Lima, Igarassu en Tracunhaém.